# Abidos, Egipt
Abidos je bil eno izmed najstarejših mest v Starem Egiptu in osmi nomi v Gornjega Egipta, katere  glavno mesto  je bil. Nahaja se približno 11 kilometrov zahodno od Nila na zemljepisni širini 26° 10' N, v bližini sodobnih egiptovskih mest el-Araba el Madfuna in al-Baljana. Mesto je bilo v starem egipčanskem jeziku imenovano Abdžu (ꜣbdw ali AbDw kot tehnično prepisano iz hieroglifov), in pomeni "hrib simbolov ali relikvij", glede na relikvije, v katerih je bila shranjena glava Ozirisa.
Velja za eno najpomembnejših arheoloških najdišč v Egiptu in je bilo kot sveto mesto prizorišče mnogih starodavnih templjev, vključno Umm el-Qa'ab, kraljeva nekropola, kjer so pokopani zgodnji faraoni. Te grobnice so začeli gledati kot izjemno pomembne grobove in v poznejših časih je postalo zaželeno biti pokopan na tem območju, kar je vodilo k rasti pomena mesta kot kultnega središča.
Danes je Abidos znan po spominskem templju Setija I., ki vsebuje napis iz Devetnajste dinastije, v sodobnem svetu znan kot Abidoški seznam kraljev. Ta kronološki seznam prikazuje kartuše večine dinastičnih faraonov Egipta od Menesa do Ramzesa I., Setijevega očeta. Veliki tempelj in večina antičnega mesta je pokopan pod sodobnimi stavbami severno od Setijevega templja. Veliko izvirnih struktur in artefaktov v njih velja za nepovratne in izgubljene, mnogi so bile uničene z novimi gradnjami.
Ime izhaja iz grškega Ἄβυδος, ime izposojeno od grških geografov iz nepovezanega mesta Abidos na Dardanelah.

## Zgodovina
Abidos so zasedali vladarji preddinastičnega obdobja, katerih mesto, tempelj in grobnice so tam našli. Tempelj in mesto so še naprej v presledkih obnavljali vse do časov tridesete dinastije, pokopališče pa je bilo uporabljeno neprekinjeno.
V Abidosu so bili pokopani faraoni Prve dinastije, vključno Narmer, ki velja za ustanovitelja Prve dinastije in njegov naslednik, Hor-Aha. To je bilo v tem času, ko so bili zgrajeni "čolni iz Abidosa". Tudi nekateri faraoni druge dinastije so bili pokopani v Abidosu. Ti faraoni so tudi obnovili in povečali tempelj. Pogrebni prostori so, po današnjih razlagah, izgledali kot velike "utrdbe", zgrajene v puščavi v ozadju mesta. Najbolj popolna je Kasekemvijeva (okoli 2690 pr. n. št.).
Od Pete dinastije, božanstvo Khenti-Amentiu (starodavno egipčansko božanstvo, čigar ime je bilo uporabljeno tudi kot naziv za Ozirisa in Anubisa. Ime pomeni prvi vrsti zahodnjakov ali vodja zahodnjakov, pri čemer se zahodnjaki nanaša na mrtve), prihaja gledat manifestacijo mrtvega faraona v podzemlju. Pepi I. (Šesta dinastija) je izdelal pogrebno kapelo, ki se je razvila v zadnjih letih v Veliki tempelj Ozirisa, ruševine, ki še vedno obstajajo v mestnem prostoru. Abidos je postal središče čaščenja kulta Izide in Ozirisa.
V prvem vmesnem obdobju so glavno božanstvo območja, Khenti-amentiu, začeli obravnavati kot vidik Ozirisa in božanstvi postopoma združili in jih obravnavali kot eno. Ime Khenti-amentiu je postalo ukrasni pridevek Ozirisa. Kralj Mentuhotep II. je bil prvi, ki je zgradi kraljevo kapelo. V Dvanajsti dinastiji je velikanski grob Senusreta III. vklesan v skalo. Povezan s tem grobom je bil kenotaf, kultni tempelj in majhno mesto znano kot Wah-sut, ki so ga uporabljali delavci te strukture. Poleg tega kenotafa so pokopani kralji Trinajste dinastije in tisti iz drugega vmesnega obdobja, kot Senebkay.
V Osemnajsti dinastiji se je začela gradnja velike kapele Ahmose I. Piramida Ahmos I. je bila zgrajena tudi pri Abidosu - edina piramide na tem območju; od nje je do danes ostalo zelo malo.
Tutmozis III. je zgradil veliko večji tempelj, približno 40 × 61 m. Naredil je tudi procesno pot, ki vodi mimo templja do pokopališča zunaj in prečka velik prehod iz granita.
Seti I. iz Devetnajste dinastije je ustanovil tempelj na jugu mesta v čast prednikov faraonov zgodnjih dinastij. Končan je bil v času Ramzesa II., ki je sam sezidal tudi manjši tempelj. Merneptah je dodal Ozirion tik severno od Setijevega templja.
Ahmose II. iz Šestindvajsete dinastije je spet obnovil tempelj in postavi v njem veliko monolitno svetišče iz rdečega granita, fino izdelano. Temelji zaporednih templjev so bili sestavljeni približno 5,5 m globoko v ruševinah odkritih v sodobnem času. Potreben bo še podroben pregled, da bi ločili različne stavbe, saj so zabeležili več kot 4000 meritev in 1000 nivelmanov.
Zadnja stavba je bil nov tempelj Nektaneba I., zgrajen v Trideseti dinastiji. Od ptolomejskih časov grške zasedbe Egipta, ki se je začela tristo let pred rimsko zasedbo, je struktura začela razpadati in poznejša dela niso znana.

## Kultni center
Od nekdaj je bil Abidos kultno središče prvega lokalnega božanstva Khenti-amentiuja in od konca Starega Kraljestva vzhajajoči kult Ozirisa in Izide.
Tradicija se je razvila iz zgodnjedinastičnega pokopališča, kjer je bilo grobišče Ozirisa in grobnica Djera (faraon Prve dinastije), ki je bil interpretiran kot Oziris.
Dekoracije v grobnicah vsepovsod po Egiptu kažejo potovanja v in iz Abidosa, kot pomembnim romanjem posameznikov, ki so bili ponosni, da so bili sposobni izvesti to pomembno potovanje.

## Glavna konstrukcija

### Veliki Ozirisov tempelj
Zaporedoma od Prve do Šestindvajsete dinastije, je bilo zgrajenih mestu v Abidosu devet ali deset templjev na enem. Prvi je bil ograjen prostor, približno 9,1 × 15,2 m, obdan s tanko steno iz nežgane opeke. Drugi tempelj, ki je vseboval eno steno tega prvega je bil kvadrat s stranico 12 m, zgrajen znotraj 3,0 m debele stene. Območje je obdajala zunanja temenos (ohišje) stena. Ta zunanja stena je bila odebeljena v času druge ali tretje dinastije. Star tempelj je v celoti izginil v Četrti dinastiji, za njim je bila zgrajena manjša stavba, ki jo je obdajalo široko ognjišče s pepelom.
V tem pepelu so našli lončarske izdelke, verjetno so bili nadomestki za žive žrtve, ki jih je odredil faraon Kufu (ali Keops), v svojem novo oblikovanem templju.
V novejšem času je bila v templju odkrita komora v kateri so bili zbrani drobni predmeti iz rezljane slonovine, glazirane figure in ploščice, ki kažejo na čudovito delo Prve dinastije. Menesovo vazo z vijoličnimi hieroglifnimi intarzijami v zeleni glazuri in ploščice z reliefi figur so bili najpomembnejši najdeni kosi. Plemeniti kipec Keopsa v slonovini, ki se je nahajal v kamniti komori templja, kaže samo portret tega velikega faraona.
Tempelj je bila v celoti v večjem obsegu obnovljen po naročilu Pepija I. iz šeste dinastije. Velik kamnit portal je postavil na temenos, zunanja stena in prehod s kolonado med vrati. Njegov tempelj je meril približno 12 × 15 m v notranjosti, s kamnitim prehodom spredaj in zadaj, kar kaže, da je bila to procesna pot. V enajsti dinastiji je Mentuhotep I. dodal stebrišče in oltarje. Kmalu zatem je Mentuhotep II. v celoti obnovil tempelj, položil kamnit tlak čez območje, veliko približno 14 m v kvadrat in dodal podrejene komore. Kmalu zatem je Senusret I. iz dvanajste dinastije položil masivne temelje iz kamna čez tlak svojega predhodnika. Narejen je bil velik temenos, ki je obdajal veliko večje območje in nov tempelj, približno trikrat večji kot prejšnji.

### Tempelj Setija I.
Tempelj Setija I. je bil zgrajen na povsem novih temeljih pol milje južno od dolgega niza templjev pravkar opisanih. Ta ohranjena stavba je znana kot Veliki tempelj Abidosa, pri čemer je skoraj popolna in ima impresiven izgled. Glavni namen templja je bil spominski tempelj kralja Setija I., kot tudi spoštovanje prejšnjih faraonov, ki so vključeni kot del "Posvetitev prednikov". Dolg seznam faraonov glavnih dinastij je vklesanih na steno in je znan kot "Seznam kraljev iz Abydosa" (z navedbo imena kartuše faraonov mnogih dinastij v Egiptu od prvega, Narmerja ali Menesa, do Setija I.) - z izjemo tistih, ki jih priznal. Iz seznama niso bila namerno izpuščena pomembna imena. Tabelo iz Abidosa je odkril William John Bankes odkrili in jo imenoval "Kamen iz Rosette" egiptovske arheologije, analogno  "Kamnu iz Rosette" za egiptovsko pisavo, ali Narmerjevi paleti. 
Tukaj je tudi sedem kapel zgrajenih za čaščenje faraona in glavnih božanstev, državnih božanstev Pta, Ra-Horakti in (osrednji) Amon-Ra; preostale tri kapele so namenjene Abydosovi triadi Oziris, Izida in Horus. Rituali, posnete v teh kapelicah predstavljajo prvo popolno obliko dnevnega rituala, ki je bil izveden v vseh templjih po Egiptu v celotnem faraonskem obdobju. Na hrbtni strani templja je enigmatična strukturo znana kot Ozirion, ki je služil kot kenotaf Setija-Ozirisa in menijo, da je povezan s češčenjem Ozirisa kot "Ozirisov grob" (Caulfield, Temple of the Kings). Možno je, da je iz teh komor izpeljal velik hipogeum za praznovanje skrivnosti Ozirisa, ki ga je zgradil Merenptah (Murray, The Osireion at Abydos). Tempelj je bil prvotno 170 m dolg, vendar je preddvorišče komaj prepoznavno. Del je še vedno v dobrem stanju velik približno 76  x 110 m, vključno s stranskimi kril. Prostori za hrano in za shranjevanje daritev so bili zgrajeni na obeh straneh preddvorišča, kot tudi majhna palača za kralja in njegovo spremstvo na jugovzhodu prvega preddvorišča (Ghazouli, The Palace and Magazines Attached to the Temple of Sety I at Abydos and the Facade of This Temple. ASAE 58 (1959)).
Razen seznama faraonov in hvalnice Ramzesu II., predmeti niso zgodovinski, ampak religiozne narave, namenjeni transformaciji kralja po njegovi smrti. Tempeljski reliefi so praznovanje krhkosti in umetniške prefinjenosti, z uporabo tako arhaizma prejšnjih dinastij kot razgibanosti reliefov pozne 18. dinastije. Kipi so bili predvsem kopije, ne faksimile (Auguste Mariette v svoji Abydos). Tempelj sta delno epigrafsko zabeležila Amice Calverley in Myrtle Broome v svoji publikaciji  The Temple of King Sethos I at Abydos v 4 volumnih (1933-1958).

### Tempelj Ramzesa II.
Bližini tempelj Ramzesa II. je bil veliko manjši in enostavnejši v tlorisu, vendar pa je imel lep zgodovinski niz prizorov na zunanjosti, ki so hvalili njegove dosežke. Ohranjeni so spodnji deli. Zunanjost templja je bila okrašena s prizori bitke pri Kadešu. Njegov seznam faraonov, podoben tistemu Setija I, je tudi stal tukaj, vendar je delce odstranil francoski konzul in jih0 prodal Britanskem muzeju.

## Grobnice
Kraljeva nekropola prvih dinastij je ležala približno kilometer v veliki puščavski nižini, v kraju, zdaj znanem kot Umm el-Qa'ab, Mati loncev zaradi ostankov črepinj vseh nabožnih predmetov, ki so jih romarji pustili tukaj. Najzgodnejši grob je približno 3,0 × 6,1 m v notranjosti, jama je obložena z zidano steno in je bila prvotno pokrita z lesom in pregrinjali. Drug, tudi zgrajen pred Menesom meri 4,6 m × 7,6 m.
Verjetno grobnica Menesa je slednje velikosti. Kasnejše grobnice so večje in zahtevnejše. Grobnica-jama je obdana s sobami za daritve, pri čemer je bila sama grobnica lesena komora v sredi in obložena z opeko. Vrste manjših jam, grobnice za uslužbence faraona obkrožajo kraljevsko komoro. Nekatere daritve so vključevale žrtvovanje živali, kar so našli v grobu Merneitha. Dokazi o žrtvovanju ljudi obstajajo v zgodnjih grobnicah, vendar se je ta praksa kasneje spremenila v simbolne daritve.
Do konca druge dinastije se je tip grobnic spremenil v dolg prehod obrobljen s komorami na obeh straneh, kraljeva je bila na sredi dolžine. Največja od takih grobnic je prekrivala prostor več kot 3000 kvadratnih metrov, je pa možno, da je gre za sestav več grobnic, ki so se srečale pri izdelavi. Egipčani niso imeli sredstev za kartiranje pozicioniranja grobnic. Vsebina grobnic so večinoma uničili plenilci, vendar je ostalo dovolj dokazov o bogatem nakitu na mumijah, obilica vaz trdih in dragocenih kamnin, kraljevska oprema je stala okoli trupla, skladišča so bila napolnjena z velikimi kozarci vina, dišečimi mazili in drugimi potrebščinami, plošče iz slonovine in ebenovine so vgravirane s poročili o letnih analih vladavine. Pečati različnih uradnikov, od katerih so ugotovili več kot 200 različnih, daje vpogled v javnio ureditev. 
Pokopališče zasebnikov je nastalo v prvi dinastiji z nekaterimi jamskimi grobnicami v mestu. Bilo je obsežno v dvanajsti in trinajsti dinastiji in vsebuje veliko bogatih grobnic. Večje število drobnih grobov je nastalo v osemnajsti do dvajsete dinastije, člani kasnejših dinastij so tukaj še naprej pokopavali svoje mrtve do rimskih časov. Več sto pogrebnih nagrobnih kamnov so odstranili Mariettejevi delavci brez potrebnih zapisov.  Kasnejša izkopavanja so zabeležili Edward R. Ayrton, Abidosa, iii .; Maclver, El Amrah in Abydos in Garstang, El Arabah.

## "Utrdbe"
Nekatere grobne strukture, v nadaljnjem besedilu danes imenovane "utrdbe", so ležale v ozadju mesta. Znana kot Shunet ez Zebib, je velika približno 137 × 76 m in ena, ki še vedno stoji je 9,1 m visoka. Zgradil jo je Khasekhemwy, zadnji faraon druge dinastije. Druga struktura v bližini je skoraj enako velika in verjetno starejša. Tretja "utrdba"  je neka kvadratna oblika, ki zdaj zaseda samostan koptske pravoslavne Cerkve v Aleksandriji; njene starosti ni mogoče določiti. 

## "Misteriozni" hieroglifi v templju Setija I.
Nekatere od hieroglifov izklesanih nad lokom razlagajo v ezoteričnih in "ufololoških" krogih kot prikaz sodobne tehnologije.
Za rezbarije se pogosto misli, da je helikopter, tank ali podmornica in bojno letalo (nekateri to razlagajo kot NLP). Vendar pa te domneve v veliki meri temeljijo na psevdo arheologiji in za slike pogosto trdijo, da so bile retuširane. 